# Rupnārāyanpur
Rupnārāyanpur är en ort i Indien.   Den ligger i distriktet Barddhamān och delstaten Västbengalen, i den östra delen av landet, 1 100 km sydost om huvudstaden New Delhi. Rupnārāyanpur ligger 192 meter över havet och antalet invånare är 76 450.
Terrängen runt Rupnārāyanpur är huvudsakligen platt. Rupnārāyanpur ligger uppe på en höjd. Runt Rupnārāyanpur är det tätbefolkat, med 982 invånare per kvadratkilometer. Närmaste större samhälle är Kulti, 10,2 km söder om Rupnārāyanpur. Omgivningarna runt Rupnārāyanpur är en mosaik av jordbruksmark och naturlig växtlighet.